# Antífanes
Antífanes de Rodas es, junto a Alexis de Turios, el comediógrafo más importante de la Comedia Media. Vivió entre los años 408 y 334 a. C.
Parece ser que llegó de fuera (quizá desde Rodas) para asentarse en Atenas, donde comenzó a escribir en el 387 a. C. Fue un autor muy prolífico, llegando a escribir unas 280 comedias, de las que conocemos solo por el título unas 200, y en fragmentos testimoniados por Ateneo o Plutarco.